# Pristaulacus canadensis
Pristaulacus canadensis är en stekelart som först beskrevs av Henry Keith Townes, Jr. 1950.  Pristaulacus canadensis ingår i släktet Pristaulacus och familjen vedlarvsteklar. Inga underarter finns listade i Catalogue of Life.